# GSC7143-60-1
GSC7143-60-1 — хімічно пекулярна зоря спектрального класу Sr, що має видиму зоряну величину в смузі V приблизно  9,7.

## Пекулярний хімічний склад
Зоряна атмосфера GSC7143-60-1 має підвищений вміст 
Cr
.